# Hertugdømmet Estland
Hertugdømmet Estland var fra 1220 til 1346 den danske krones ejendom i det nordlige Estland.

## Baggrunden
Danmark rejste sig som en stormagt, både militært og handelsmæssigt, i 1100-tallet. For at eliminere de estiske og livlandske pirater, der plyndrede den danske Østersøhandel, iværksatte henholdsvis kongerne Valdemar den Store og Knud VI angreb i 1170, 1194 og i 1197. I 1206 iværksatte kong Valdemar Sejr og ærkebiskop Anders Sunesen et plyndringstogt mod øen Øsel (estisk: Saaremaa). Øboerne blev tvunget til overgivelse, og der blev bygget en borg; dog kunne man ikke finde nogen frivillige til at bebo borgen. Borgen blev brændt ned, og danskerne forlod øen, dog med et krav på Estland, som paven anerkendte.
I 1208 deltog danske korsfarere angiveligt i et togt mod borgen Fellin på grænsen mellem de livlandske og estiske områder. Det var angiveligt ved denne lejlighed, at Dannebrog faldt ned fra himlen. Den danske deltagelse må ses i lyset af, at den danske ærkebisp Anders Sunesen efter togtet til Øsel i stedet for at vende tilbage til Danmark, med sit følge rejste til Riga, hvor han opildnede de forsamlede kannikker ved domkirken til at fuldende kristningen af de omkringboende livere.
I de følgende år foregik utallige hærtog dels fra korsfarernes side mod esterne, dels fra esternes side mod Livland. I 1218 allierede esterne sig med russerne i Novgorod og angreb atter Livland. På samme tid var biskop Albert af Riga gerådet i uenighed med Sværdbroderordenen og hans stilling trængt. I sin nød rettede han sommeren 1218 på et rigsmøde i Slesvig bøn til Valdemar Sejr om at komme ham til hjælp. Valdemar sejr var lydhør over for et angreb på Estland allerede den følgende sommer.
I 1219 samlede kong Valdemar en flåde på flere hundrede skibe imod esterne med ærkebiskoppen, biskopper og en hær under ledelse af fyrst Wizlav fra den erobrede ø Rügen. Hæren blev landsat ved Tallinn, og efter svære trængsler vandt korsfarerne her en afgørende sejr over esterne. For at befæste sin stilling blev fæstningen i Reval bygget færdig, og kirken gik i gang med sit missionsarbejde blandt esterne.

## Delingsaftaler
Sværdbroderordenen og Valdemar Sejr havde aftalt at dele Estland, men havde uoverensstemmelser om den egentlige grænse. I 1220 blev indgået en aftale, hvorved den danske konge overlod de sydlige estiske provinser Sakala og Ugandi til ordenen, da provinserne allerede var besatte af denne. Biskop Albert af Riga godkendte til gengæld den danske konges overherredømme over provinserne Harria, Virland og Jerwia i det nordlige Estland. Trods aftalen besatte livlandske riddere i 1227 hele det danske Estland, men ifølge Stensby-aftalen tilbageleverede de Harria og Virland i 1238, hvorimod Jerwia forblev under Den Liviske Ordens styre (i 1237 var sværdbroderordenen blevet forenet med Den Tyske Orden).

## Administrative forhold
Hertugdømmet Estland var en del af Terra Mariae (latin, også Terra Mariana, estisk: Maarjamaa, oversat: Jomfru Marias land) sammen med Livland og Kurland. Navnet blev fastsat 1216 af pave Innocens III, samtidig med at han erklærede krige mod områdets hedninge, hellige korstog. Pavens legat Wilhelm af Modena lod 1228 som led i et forlig mellem kirken og Sværdbroderordenen "Terra Mariae" opdele i 6 delområder:
1. Riga ærkebispedømme,
2. Kurland bispedømme,
3. Øsel-Wiek bispedømme,
4. Tartu bispedømme,
5. Hertugdømmet Estland, og
6. Områder under Sværdbroderordenen (senere Den Liviske Orden).

Disse overordnede områder var atter inddelt i ordensområder eller komturater (estisk: komtuurkond, pl. komtuurkonnad) og fogderier (estisk: foogtkond, pl. foogtkonnad). Oprindelig var der forskel på disse administrative underenheder, men med tiden forsvandt denne forskel i praksis.

### Hertugdømmet Estlands styrelse
Den danske konge var hertug over sine nordestiske besiddelser. Valdemar Sejrs søn Knud omtales allerede 1223 i Ribe bispekrønike som dux Estonie, hertug over Estland, og også 1229 omtales han med denne titel. Senest i foråret 1266 fik Margrete Sambiria (der var datter af fyrst Sambor af Pommern), da enkedronning efter Christoffer 1. på livstid Estland og Virland som forvaltningsområde og tog titel af domina Estonie. Samtidig anvendte kongen titlen dominus Estonie, herre over Estland, men i skrivelse af 12. april 1269 til paven ved Ribes biskop Esger og senere igen 1273 og 1276 derimod dux Estonie.
Kongen lod sit estiske hertugdømme styre dels ved bispen i Reval, dels ved en kongelig statholder.

#### Kongelige statholdere
Til at styre Hertugdømmet Estland udnævnte kongen som overordnet leder en statholder, capitaneus Revalie. Statholderen var både militær- og civilguvernør i lighed med de samtidige danske slotshøvedsmænd, idet han dog ofte samvirkede med de edsvorne rådsherrer i Reval.
Danske Statholdere i Estland:
- Anders Sunesen, ærkebiskop af Lund , 1206, 1219 – 1221
- Saxo Aginsun 1248 – 1249
- Stigot Agison 1249
- Saxo 1254 – 1257
- Jakob Ramessun 1259
- Woghen Palissun 1266
- Siverith 1270
- Eilard von Oberch 1275 – 1279
- Odewart Lode 1279 – 1281
- Werner Letgast 1285
- Friedrich Moltike 1287
- Johann Sialanzfar 1288
- Nils Axelsson 1296
- Nikolaus Ubbison 1298
- Johann Saxesson 1304
- Johannes Canne 1310
- Ago Saxisson 1312 – 1313
- Heinrich Bernauer 1313 – 1314
- Johannes Kanna 1323
- Heinrich Spliit 1329
- Marquard Breide 1332 – 1335
- Konrad Preen Jul 1340 – May 1343
- Bertram von Parembeke 1343
- Stigot Andersson 1344 -1346

#### Reval bispedømme
1240 oprettedes Reval bispedømme. Bispedømmet var en dansk kirkeprovins, og biskoppen skulle derfor udnævnes af ærkebispen i Lund. I begyndelsen blev bisperne i praksis udnævnt af den danske konge. 1277 afstod Margrete Sambiria, da enkedronning efter Christoffer 1. og hertuginde af Estland, dog fra bispevalget til fordel for det nystiftede domkapitel, der dog først blev stadfæstet i 1283 (efter en ny kongelig udnævnelse af bispen). Ej heller siden lykkedes det domkapitlet at få udnævnt sin kandidat, den kongelige kandidat blev hver gang foretrukket.

#### Kongelige vasaller
Afgørende var det, at hele Hertugdømmet Estland var kronens ejendom. Ingen anden kunne eje jord, men var vasaller, det vil sige kongens stedlige forvaltere. De estiske fogderier var i praksis givet i forvaltning på forleningsvilkår, og vasallerne måtte derfor ved kongeskifte aflægge ed til den nye konge inden for en nærmere fastlagt frist, lige som en ny vasal skulle forny sin forgængers ed. Vasallerne var forpligtede til krigs- og hoftjeneste men oppebar til gengæld tiende og forestod den retslige forvaltning – både den civile og den strafferetslige – som første domsinstans. Allerede i 1252 gjorde Christoffer I lenene arvelige for sine vasaller i Reval og Wesenberg i overensstemmelse med tysk lensret. 1284 overtog Estland lybsk kirkeret. Senere, i 1315 under Erik Menved, blev der udarbejdet og ikraftsat en selvstændig estisk lensret. Kendetegnende var, at feudalsager kunne forelægges direkte til den danske konge.
De fleste vasaller var af tysk oprindelse (fra Westfalen-området), men ifølge Kong Valdemars Jordebog var i 1241 mindst en tiendedel af vasallerne af estisk herkomst i Harrien og Virland. Der er her tale om "storbønder", der ejede flere "plove" (se nedenfor). Krønikeskriveren Ditlev Alneke klagede over, at den danske konge accepterede estere som sine vasaller.
Andre retssager, der ikke skulle føres for stadsretten, hørte under statholderens ret (siden tillige under medvirken af rådsherrerne) og med kongen som mulig øverste stadfæster af en dom.

## Befolkningsforhold
Størrelsen af den daværende befolkning lader sig kun fastslå omtrentligt. Liber Census Daniæ (Kong Valdemars Jordebog) fra omkring 1241 angiver antallet af "plove" i 10 områder, der hørte under Hertugdømmet Estland:
- Virumaa 3.000,
- Järva 2.000,
- Revala 1.600,
- Harju 1.200,
- Läänemaa 1.900,
- Saaremaa 3.000,
- Vaiamaa 1.000,
- Mõhu 400,
- Nurmekund 600, og
- Alempois 400,

eller i alt 15.100 "plove". Derimod vides intet om "plove"-antallet i de store områder Sakala og Ugandi; de er skønnet til 3.600 og 3.000, hvorved det samlede antal bliver omkring 21.700 "plove". Spørgsmålet om befolkningens størrelse er omstridt, men er sat til mellem 5 og 9 pr. "plov". Derved kan skønnes en befolkning i 13. århundrede i størrelsesordenen 100-200.000 indbyggere for det samlede estiske område, formentlig i den lavere ende af dette interval.

## Bebyggelsesforhold
Bebyggelsesmæssigt kan skelnes mellem Hansestæder, klostre og landsbyer.

### Hansestæder
Ved erobringen af det baltiske område havde der nok været handelspladser men igen egentlige købstæder; handelspladser med en egen særlig stadsret var en fornyelse i 1200-tallet. I Hertugdømmet Estland blev der oprettet tre hansestæder: Reval (Tallinn), Wesenberg (Rakvere) og Narva.
Det er sandsynligt, at Reval fik lybsk stadsret allerede under Valdemar Sejr, det vil sige mellem 1219 og 1227. Under sværdbroderordenens herredømme 1227-1238 havde Reval fået samme rettigheder som Riga, det vil sige Hamborgs stadsret. Denne blev afskaffet efter genindførelse af dansk overherredømme i Hertugdømmet Estland, og i stedet gav Erik Plovpenning i 1248 Reval lybsk ret. Retsforleningen blev senere stadfæstet, og under Erik Menved fik også Wesenberg og Narva lybsk ret, henholdsvis i 1302 og 1345. For de estiske stæders vedkommende indebar indførelsen af lybsk ret i alle tre, at Revals råd blev appelinstans for Narva og Wesenberg, mens Lübecks råd blev overret for Reval. Baggrunden herfor må søges i to forhold: dels at Lübeck fra 1201 til 1225 hørte under den danske krone, dels for at forhindre at eventuelle stridigheder i Estland skulle kunne appelleres til Riga – Traveby (Lübeck), hvor den danske konge ville være repræsenteret, måtte være at foretrække. Dertil kommer, at der skete en stor tilgang af tyskere til stæderne, og valget af en "tysk" stadsret kunne formodes at medvirke til at gøre tilflytning tillokkende.

#### Hansestaden Reval (Tallinn)
Hovedsædet for styrelsen af Dansk Estland var Tallinn fra invasionen i 1219. Byen hed oprindelig Koluvan (på et ved den arabiske al-Idrisi i 1154 fremstillet kort, det russiske navn var Kolõvan, tysk Reval eller Rewel, skandinavisk Lyndanise). Ordensfæstningen blev opført af Sværdbroderordenen i 1227-29, ved Stensby-aftalen i 1238 overgik denne til den danske konge, Valdemar Sejr og forblev herefter i dennes varetægt så længe, det danske overherredømme varede. Navnet Lindanyse (sammensat af "Taani" (danise = danskernes) og "linn" eller "linnus" (lin = by eller borg)) og "revalensernes borg" forekommer i Henrik af Livlands krønike., mens navnet "Tallinn" første gang er godtgjort i 1536 i formen "Talyna"
I 1248 havde lensmændene og borgerne i Tallinn allerede en lokal lovgivende forsamling.

### Klostre
Under det danske overherredømme byggedes klostre dels i Padise, dels i Tallinn.

#### Sankt Mikkels kloster
I 1249 opførte cistercienserordenen ved Tallinn Sankt Mikkels kloster (estisk: Mihkli klooster), der dog i 1310 blev inddraget under byens befæstning.

#### Padise kloster
I 1305 gav Erik Menved cistercienserordenen tilladelse til at opføre et befæstet klosterkompleks i Padise i den vestlige del af provinsen Harria. Byggeriet påbegyndtes i 1317 i nærheden af de estisk folkeborg (estisk: Padise linnamägi eller Padise muinaslinnus). I 1343 havde man færdiggjort kælderetagen og murene i stueetagen, da klosteret ved folkeopstanden 1343 (se nedenfor) blev brændt og klosterets 28 munke og tyske vasaller blev dræbt. En genoptagelse af klosterbyggeriet skete først 1370, længe efter at Harrien var afhændet til Den Liviske Orden.

### Enestegårde og landsbyer
I "Estlandslisten" i Kong Valdemars Jordebog 1241 omtales ikke mindre end 476 bebyggelser af uens størrelse (angivet som "plove", hvorved vel nok skal forstås en gård, der til driftens opretholdelse krævede en plov med plovspand og modsvarende arbejdskraft). Heraf var 7 bebyggelser var på 1 "plov", 21 bebyggelser var på 2 "plove", 23 bebyggelser var på 3 "plove", mens hovedparten var på 5-10 "plove" men enkelte endda på mere end 30 "plove". Mens de mindste bebyggelser må anses for enestegårde, må de større bebyggelser have været landsbyer.

## Næringsmæssige forhold

### Landbrug
Landbrug var hovednæringen. Hovedvægten lå på agerbrug, mens husdyrhold tilpassedes dette. Hovedvægten i husdyrholdet synes at have ligget på kvægavl, først og fremmest okser. Blandt andet nævner den arabiske geograf al-Idrisi i bemærkningerne til sit kort over området fra 1154 (hvor Tallinn optræder under navnet Kolyvan), at befolkningen i omegnen af byen holdt meget kvæg, og Henrik af Livland nævner i sin krønike, at tyske erobrere i 1210 tog store kvæghjorde på indtil 4000 okser med sig som krigsbytte. Kvæget blev udnyttet som trækkraft og som leverandør af gødning, omend samtidige kilder angiver mangel på gødning som årsag til manglende udvidelse af det dyrkede areal. Husdyrholdet var bredt: foruden kalve holdt man får, geder, svin, heste og høns samt fra gammel tid hund (og kat).
Sandsynligvis har rugen bredt sig kraftigt allerede i vikingetiden, idet rug udgør 95% af fund fra kulturlag i Soontaga i det sydvestlige Estland fra 11. århundrede. Vinterrug har sammen med havre, hvede, byg, ærter samt bønner været dyrket, desuden hamp. Det er muligt, at trevangsbruget (vårafgrøde, vinterafgrøde, brak) er indført ved siden af det "traditionelle" tovangsbrug (vårafgrøde, brak), men hvornår og i hvilken udstrækning, det slog igennem, er uafklaret. Kornet blev male på en hånddrevet drejekværn.

### Fiskeri og Jagt
Fiskeri og jagt synes at have spillet en underordnet rolle, men var ikke uden betydning. Knoglefund viser, at man især har jaget køddyr som elg, rådyr og vildsvin. Derimod drev man på egnede steder fiskeri efter blandt andet gedde.

### Håndværk
Håndværk spillede en vis rolle, først og fremmest smedehåndværk. Smedene fremstillede såvel landbrugsredskaber (le- og seglblade med mere) som våben (øksehoveder, lanse- og spydspidser, knive) foruden smykker af ædle metaller og ædelsten, spænder, dragtnåle, armbånd og synes at have brugt stedlig myremalm som råstofkilde. En sådan jernudvinding har blandt andet fundet sted i Võhma-Paatsa-Tuiu-Kiruma-området på det nordlige Saaremaa, hvor slaggebjerge af indtil 1 meters højde og 8-15 meter i tværmål forekommer. Det er sandsynligt, at smeden var den ældste specialiserede håndværker i det estiske samfund, idet ordet "sepp" (estisk for "smed") indgår som efterled i andre håndværk: puusepp (tømrer), pottsepp (pottemager), ratassepp (hjulmager) m.fl.
Allerede i 11. århundrede udvikledes i det sydøstlige Estland en mangesidig, kunstdekoreret pottemagerkunst. Det kan være, at metoden at lave drejekeramik er indført fra russisk område, idet udformninger og besmykning har ligheder med forholdene her. Keramikken bredte sig vest- og nordover i Estland i det 12. århundrede En del krukker var helt uden besmykning, andre med bånd og zigzag-mønstre rundt langs krukkekroppen.

### Handel
Handel var en næringsvej i hansestæderne. I sommeren 1230 indkaldte Sværdbroderordenen henved 200 købmænd fra Gotland til Reval til fremme af handelen. Købmændene blev i stæderne organiseret i gilder, håndværkerne i lav. Med tiden blev såvel håndværk som handel forbeholdt folk af tysk herkomst.

## Stedlige politiske begivenheder
Den danske overhøjhed var aldrig stærk i Estland, og kun ved enkelte lejligheder blev hæren sendt til området. I 1240 til 1242 var Danmark i krig mod Novgorod og prøvede på at udbrede sit herredømme til Ingermanland. Kong Valdemar sendte sine sønner Abel og Knud for at støtte sine vasallers kampagne, dog uden at vinde nogen territorier. Den danske kong Erik IV Plovpenning besøgte Estland i 1249. Den danske flåde sejlede til Reval i 1268 og 1270 imod den russiske og lituaiske trussel.

## Folkeopstanden Sankt Jørgens Nat (23. april 1343)
Mens provinsen var splittet mellem den pro-danske del under biskop Olaf af Reval og den pro-tyske del under kaptajn Marquard Breide, begyndte esterne i Harria i 1343 et større oprør. Den Tyske Orden besejrede oprørerne, og som resultat besatte de landsdelen. I 1346 solgte Danmark provinserne Harria og Virland for 19.000 mark til Den Tyske Orden. Det blev gjort, selvom kong Christoffer II havde afgivet et løfte om aldrig at afgive eller sælge sine estiske besiddelser. Kong Valdemar Atterdag offentliggjorde endda en undskyldning for at bryde løftet og spurgte om tilgivelse fra paven.